# وادي برتامة
| مخطط المناخ لوادي برتامة | مخطط المناخ لوادي برتامة | مخطط المناخ لوادي برتامة | مخطط المناخ لوادي برتامة | مخطط المناخ لوادي برتامة | مخطط المناخ لوادي برتامة | مخطط المناخ لوادي برتامة | مخطط المناخ لوادي برتامة | مخطط المناخ لوادي برتامة | مخطط المناخ لوادي برتامة | مخطط المناخ لوادي برتامة | مخطط المناخ لوادي برتامة |
| --- | ------------------------ | ------------------------ | ------------------------ | ------------------------ | ------------------------ | ------------------------ | ------------------------ | ------------------------ | ------------------------ | ------------------------ | ------------------------ |
| 01 | 02                       | 03                       | 04                       | 05                       | 06                       | 07                       | 08                       | 09                       | 10                       | 11                       | 12                       |
| 27 17 7 | 31 20 8                  | 62 27 10                 | 5 32 14                  | 5 37 17                  | 10 39 21                 | 1 42 24                  | 3 41 25                  | 7 37 21                  | 6 32 19                  | 18 25 13                 | 48 17 6                  |
| متوسط درجة-الحرارة °س مجاميع الهطل مم مصدر: |                          |                          |                          |                          |                          |                          |                          |                          |                          |                          |                          |
| بالوحدات الإنكليزية \| 01 \| 02 \| 03 \| 04 \| 05 \| 06 \| 07 \| 08 \| 09 \| 10 \| 11 \| 12 \| \| 1.1 63 45 \| 1.2 68 46 \| 2.4 81 50 \| 0.2 90 57 \| 0.2 99 63 \| 0.4 102 70 \| 0 108 75 \| 0.1 106 77 \| 0.3 99 70 \| 0.2 90 66 \| 0.7 77 55 \| 1.9 63 43 \| \| متوسط درجة-الحرارة °ف مجاميع الهطول ″ \| \| \| \| \| \| \| \| \| \| \| \| |                          |                          |                          |                          |                          |                          |                          |                          |                          |                          |                          |
| 01 | 02                       | 03                       | 04                       | 05                       | 06                       | 07                       | 08                       | 09                       | 10                       | 11                       | 12                       |
| 1.1 63 45 | 1.2 68 46                | 2.4 81 50                | 0.2 90 57                | 0.2 99 63                | 0.4 102 70               | 0 108 75                 | 0.1 106 77               | 0.3 99 70                | 0.2 90 66                | 0.7 77 55                | 1.9 63 43                |
| متوسط درجة-الحرارة °ف مجاميع الهطول ″ |                          |                          |                          |                          |                          |                          |                          |                          |                          |                          |                          |

وادي برتامة هو وادي يقع في خط العرض : 33 ° 31'59.98 «وخط الطول : 10 ° 40'59.99» في مدنين، تونس. يتدفق النهر من متامور إلى بوغرارة على خليج تونس، وكونه ممرًا ساحليًا، فإن الارتفاع فوق مستوى سطح البحر يبلغ مترًا واحدًا.

تقع أنقاض بلدة جيكتيس الرومانية في الجوار. 

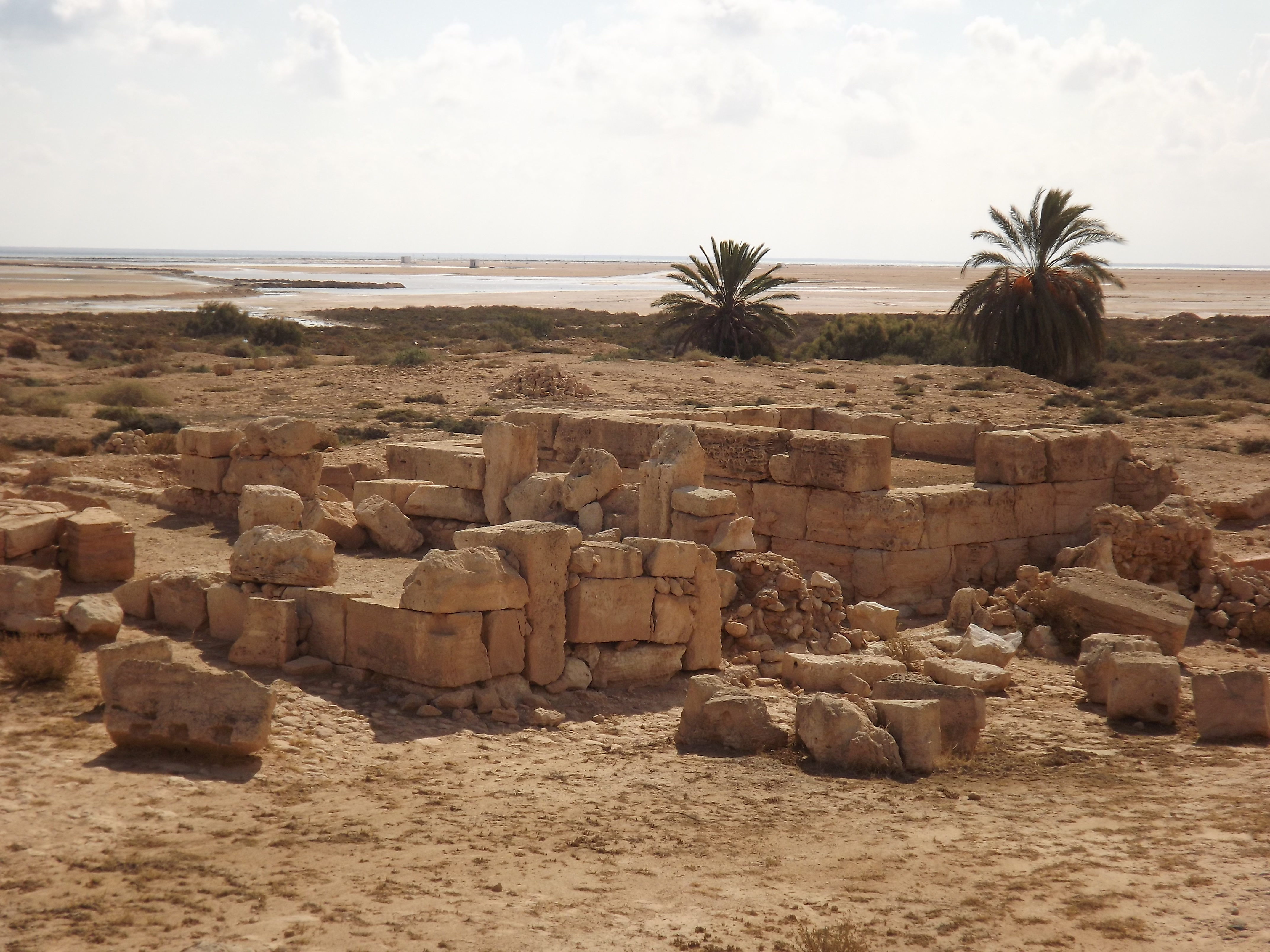
وادي برطامة في الخلفية
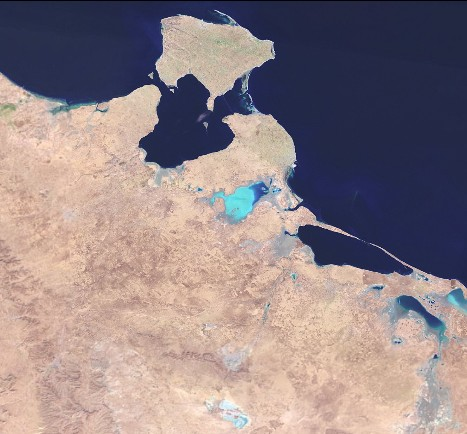
صورة القمر الصناعي لمنطقة وادي برطامة